# Cantó de Montpeller-9

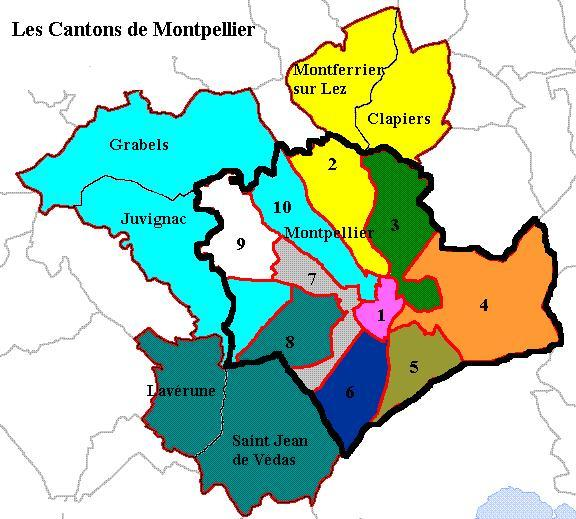
Els cantons de Montpeller

El cantó de Montpellier-9 és un cantó francès del departament de l'Erau, a la regió del Llenguadoc-Rosselló. Forma part del districte de Montpeller, compta amb una part de la ciutat de Montpeller.